# Miguel Muratore
Miguel Muratore (Porto Alegre, 26 de janeiro de 1871 – Caxias do Sul, 16 de maio de 1938) foi um político, comerciante e advogado brasileiro.

## Biografia
Descendente dos imigrantes italianos Teresa e João Muratore, em 1886 mudou-se para Caxias do Sul, onde abriu uma padaria e depois uma fábrica de bebidas gaseificadas. Fortemente interessado pelo Direito, estudou de maneira autodidata e conseguiu um excelente preparo, abrindo uma banca de advocacia e tornando-se "o advogado da colônia italiana", como a imprensa o qualificou. Foi membro da loja maçônica Força e Fraternidade, membro da comissão de obras da Catedral, membro da Sociedade Príncipe de Nápoles, influente associação de mútuo socorro, diretor do Grêmio Literário Caxiense, coronel da Guarda Nacional, "prócer do Partido Republicano", um dos fundadores do Club Republicano Borges de Medeiros em 1900, do qual foi vice-presidente em 1905,  conselheiro municipal de 1900 a 1904 e de 1912 a 1924, secretário do Conselho em 1901 e presidente em 1916, 1917, 1921 e 1922.
Desempenhou papel significativo junto à Associação dos Comerciantes, que agregava a nata do empresariado caxiense. Em 1912 foi um dos responsáveis pela reativação da entidade, que permanecera anos em recesso, assumindo desde a retomada uma posição na diretoria como membro do Conselho Fiscal, e vindo a presidi-la entre 1918 e 1920. A Associação por muitos anos foi a mais influente entidade civil da cidade depois da Intendência e do Conselho Municipal, dirigiu todos os rumos da economia local e tinha decisiva penetração nos assuntos do governo.  Nesta altura sua reputação já estava consagrada, e em homenagem que recebeu em 1918 foi louvado como personagem que "pelo trabalho honrado conquistou invejável posição de destaque na sociedade caxiense. Cidadão de uma envergadura moral sem jaça, com tenacidade e força de vontade foi alicerçando o pedestal em que se colocou, se tornando o protótipo dos que pelo labor conseguem a alegria e o prazer na riqueza que dá o descanso, e na posição que torna inatacável, servindo de exemplo aos fracos e tímidos". No ano em que assumiu a presidência da Associação era também gerente da filial do Banco Pelotense, permanecendo no cargo pelo menos até 1926, e em 1928 era superintendente regional do Banco.

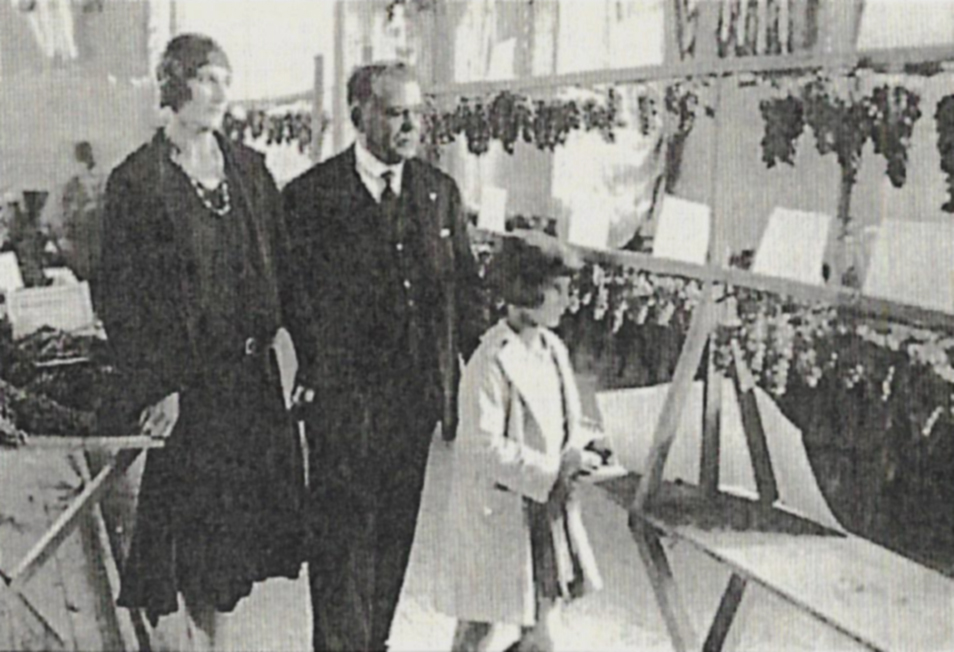
Miguel Muratore e sua família visitando a Festa da Uva de 1931.

Ainda em 1928 foi escolhido para a presidência da Comissão Executiva do diretório caxiense do Partido Republicano Rio-Grandense. Mais tarde, acompanhando o general Flores da Cunha, passaria para o Partido Republicano Liberal, onde viria a desempenhar funções em nível estadual. Em 12 de outubro do mesmo ano Flores da Cunha, então interventor do estado, o indicou como vice-intendente de Caxias, sendo Thomaz Beltrão de Queiroz o titular. Em 5 de outubro de 1930 Queiroz faleceu, e Muratore assumiu interinamente a Intendência. Poucos dias depois, em 24 de outubro, triunfou a Revolução de 1930, derrubando a República Velha, instituindo um Governo Provisório e operando uma grande reestruturação nos Poderes. Foi instalada em Caxias uma Junta Revolucionária e Governativa, da qual fez parte, e dois meses depois assumiu a Intendência definitivamente, também por nomeação de Flores da Cunha, quando os intendentes passaram a ser chamados de prefeitos, permanecendo no cargo até 30 de dezembro de 1935.
Depois de uma série de administradores de origem luso-brasileira, sempre escolhidos pelo Governo do Estado, Muratore fez parte de um processo de consolidação do poder dos descendentes de italianos.  Destacam-se em sua gestão o estabelecimento da rede de telefonia, sendo o interlocutor do interventor do estado Carlos Dante de Moraes na primeira ligação realizada na cidade, a criação dos distritos de Flores da Cunha e Nova Milano e a mudança da denominação do segundo para Farroupilha, atendendo a pedidos dos moradores; o incentivo e financiamento para a II Festa da Uva, fazendo a celebração passar de uma modesta feira local para a condição de um dos maiores eventos do estado, quando ela assumiu também um papel simbólico de grande relevo, que mantém até hoje, a realização de um recenseamento em 1932, seguindo determinações do Governo do Estado, e o aumento das verbas destinadas à educação. Incorporou à rede pública as escolas paroquiais criadas pelo padre João Meneguzzi, criou o Corpo de Bombeiros, instalou a iluminação pública no distrito de Nova Vicenza, fundou o Grêmio Republicano Liberal Flores da Cunha e foi um dos fundadores em 1931 e primeiro presidente honorário da Sociedade Artística e Cultural, que supriu uma lacuna na organização da vida musical, cultural e artística da cidade. Fomentou a agricultura, uma de suas preocupações principais, presidiu a Junta de Alistamento Militar, instituiu o Dia do Colono em 1933, a ser celebrado no dia 19 de fevereiro. Em 1935 encerrou seu mandato e foi um dos nomes incluídos na lista tríplice para indicação pelo PRL com vistas à futura eleição municipal, mas o escolhido foi Dante Marcucci, ao qual, na qualidade de presidente do diretório local do PRL, deu apoio irrestrito.

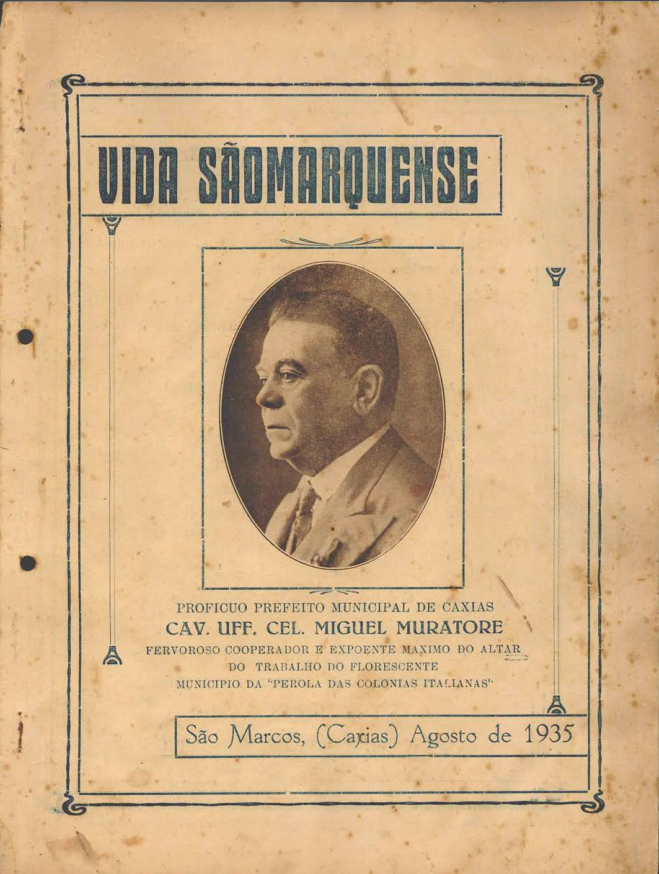
Miguel Muratore na capa da publicação comemorativa Vida Sãomarquense, onde foi homenageado pelo povo de São Marcos.

Foi frequentemente elogiado na imprensa pela sua operosidade, em 1933 recebeu homenagem pelos "grandes e inestimáveis serviços prestados à comunidade caxiense", e no mesmo ano o rei da Itália o agraciou com o título de cavaleiro. Na ocasião a imprensa voltou a enaltecer sua probidade e proficiência, listando algumas das obras que havia promovido, como a construção de duas usinas elétricas, a remodelação da Praça Dante Alighieri, a construção de pontes, abertura de ruas, instalação de saneamento e outras. Em 1934 a Diretoria da Festa da Uva o aclamou presidente honorário pela sua dedicação aos interesses do município. No ano seguinte recebeu "verdadeira consagração" no distrito de São Marcos em reconhecimento "dos seus merecimentos como cidadão e como homem público" e pelos "constantes benefícios que prodigalizou" para "aquele recanto caxiense que se via entregue à sua própria sorte, sem a mínima atenção dos anteriores dirigentes do município de Caxias", e a comunidade local publicou um livreto, Vida Sãomarquense, dedicado a enaltecer suas qualidades pessoais e administrativas.
"Figura de relevo na sociedade e na política da região colonial italiana", Muratore dedicou seus últimos anos ao PRL como "influente prócer" e "prestigioso membro" da cúpula do diretório estadual, da qual fazia parte desde 1934. Em 1938 foi um dos fundadores da Sociedade Cívica 10 de Novembro, mas já estava doente, falecendo em 16 de maio. Seu obituário no jornal O Momento destacou o "incontestável prestígio" e a ampla estima de que gozava e sua honrada carreira de "administrador honesto, probo e operoso", de "sentimentos verdadeiramente nacionalistas", que jamais havia se servido do poder para perseguir desafetos. Na semana seguinte o jornal publicou outra nota fúnebre onde foram reiterados os elogios, chamado de "grande amigo do povo, trabalhador incansável, amigo de seus amigos, honesto como bem poucos, [...] homem de bem e pelo bem, direito e pelo direito". No sexto aniversário de seu passamento suas realizações voltaram a ser comemoradas. É lembrado ainda hoje pelo seu forte espírito cívico. Seu nome batiza uma rua de Caxias do Sul.